# Đường lên đỉnh Olympia năm thứ 3
Đường lên đỉnh Olympia năm thứ 3, thường được gọi tắt là Olympia 3 hay O3 là năm thứ 3 của cuộc thi Đường lên đỉnh Olympia dành cho học sinh trung học phổ thông do Đài Truyền hình Việt Nam tổ chức. Cuộc thi năm thứ ba được phát sóng trên kênh VTV3 từ ngày 10 tháng 6 năm 2001 và kết thúc với trận chung kết được truyền hình trực tiếp vào ngày 9 tháng 6 năm 2002.
Nhà vô địch của năm thứ 3 là Lương Phương Thảo đến từ Trường Trung học phổ thông chuyên Nguyễn Bỉnh Khiêm, Vĩnh Long.

## Luật chơi

### Khởi động
Có 7 gói câu hỏi gồm 7 lĩnh vực: Văn, Toán, Lý, Hoá, Sinh, Sử, Địa. Mỗi gói câu hỏi gồm 7 câu hỏi trả lời nhanh, trong đó có 5 câu thuộc lĩnh vực của gói và 2 câu lĩnh vực khác (thường là khoa học xã hội). Người chơi chọn một con số bất kỳ từ 1 đến 7 tương ứng với số thứ tự của gói câu hỏi và trả lời các câu hỏi trong đó; đúng được 10 điểm, sai bị trừ 10 điểm. Mỗi người chơi được tặng 10 điểm khi bắt đầu. Phần khởi động sẽ dừng lại khi điểm số của người đó dưới 0.

### Vượt chướng ngại vật
Mỗi người chơi được chọn 1 bạn đồng hành để tham gia phần này. Mỗi người có 10 hình ảnh, tương đương với 10 khái niệm mà người đó phải diễn tả để bạn đồng hành nói được đúng từ đó. Mỗi thí sinh sẽ có tối đa 2 phút để thực hiện phần thi. Đúng 1 hình ảnh được 10 điểm.

### Tăng tốc
8 câu hỏi với 3 gợi ý được đưa ra trong 30 giây, cứ mỗi 10 giây có 1 dữ kiện mới. Người chơi trả lời được ở dữ kiện nào được điểm ở dữ kiện đó với các mức 30, 20, 10.
Điểm số tối đa thí sinh giành được ở phần thi này là 240 điểm.

### Về đích
Phần này có 5 câu hỏi và chỉ dành cho 2 người có điểm cao nhất sau 3 phần thi đầu tiên (riêng trận chung kết cả 4 thí sinh đều được tham dự). Mỗi câu hỏi có 15 giây suy nghĩ, giành quyền trả lời bằng cách bấm chuông nhanh. Mỗi câu trả lời đúng được 10 điểm. Thí sinh được quyền đặt ngôi sao hy vọng trước bất kỳ câu hỏi nào với tối đa 5 lần cho cả 5 câu hỏi; các thí sinh được quyền cùng nhau đặt ngôi sao hy vọng trong cùng 1 câu hỏi. Trả lời đúng câu hỏi có ngôi sao hy vọng được 30 điểm, trả lời sai hoặc người còn lại trả lời đúng bị trừ 30 điểm. Trong trường hợp không ai bấm chuông giành quyền trả lời, các thí sinh đều không bị trừ điểm (kể cả khi có chọn ngôi sao hy vọng hay không).
Điểm số tối đa mà thí sinh tham gia giành được ở phần thi này là 150 điểm. Điểm bị trừ tối đa là 150 điểm.

## Chi tiết các trận đấu
| Màu sắc sử dụng trong các bảng kết quả                  |
| ------------------------------------------------------- |
| Thí sinh đạt giải nhất và trực tiếp lọt vào vòng trong  |
| Thí sinh lọt vào vòng trong nhờ có số điểm nhì cao nhất |
| Thí sinh Vô địch cuộc thi Chung kết Năm                 |

### Trận 53: Chung kết năm
| Họ và tên thí sinh | Trường                                   | Khởi động | VCNV | Tăng tốc | Về đích | Tổng điểm |
| ------------------ | ---------------------------------------- | --------- | ---- | -------- | ------- | --------- |
| Nguyễn Hải Phong   | THPT Chuyên Lương Thế Vinh, Đồng Nai     | 60        | 10   | 80       | -10     | 140       |
| Lê Đức Tín         | THPT Chuyên Hùng Vương, Bình Dương       | 10        | 10   | 30       | -30     | 20        |
| Lương Phương Thảo  | THPT Chuyên Nguyễn Bỉnh Khiêm, Vĩnh Long | 10        | 90   | 100      | 0       | 200       |
| Mai Thanh Tiếp     | THPT Bỉm Sơn, Thanh Hoá                  | 10        | 10   | 80       | 0       | 100       |

- Dẫn chương trình tại các điểm cầu: Võ Thuận Sơn (điểm cầu Thanh Hóa), Đỗ Hồng Cư (điểm cầu TP.HCM - chung cho 3 điểm cầu Vĩnh Long, Bình Dương, Đồng Nai).